# デンプン

アミロースの分子構造

アミロペクチンの分子構造

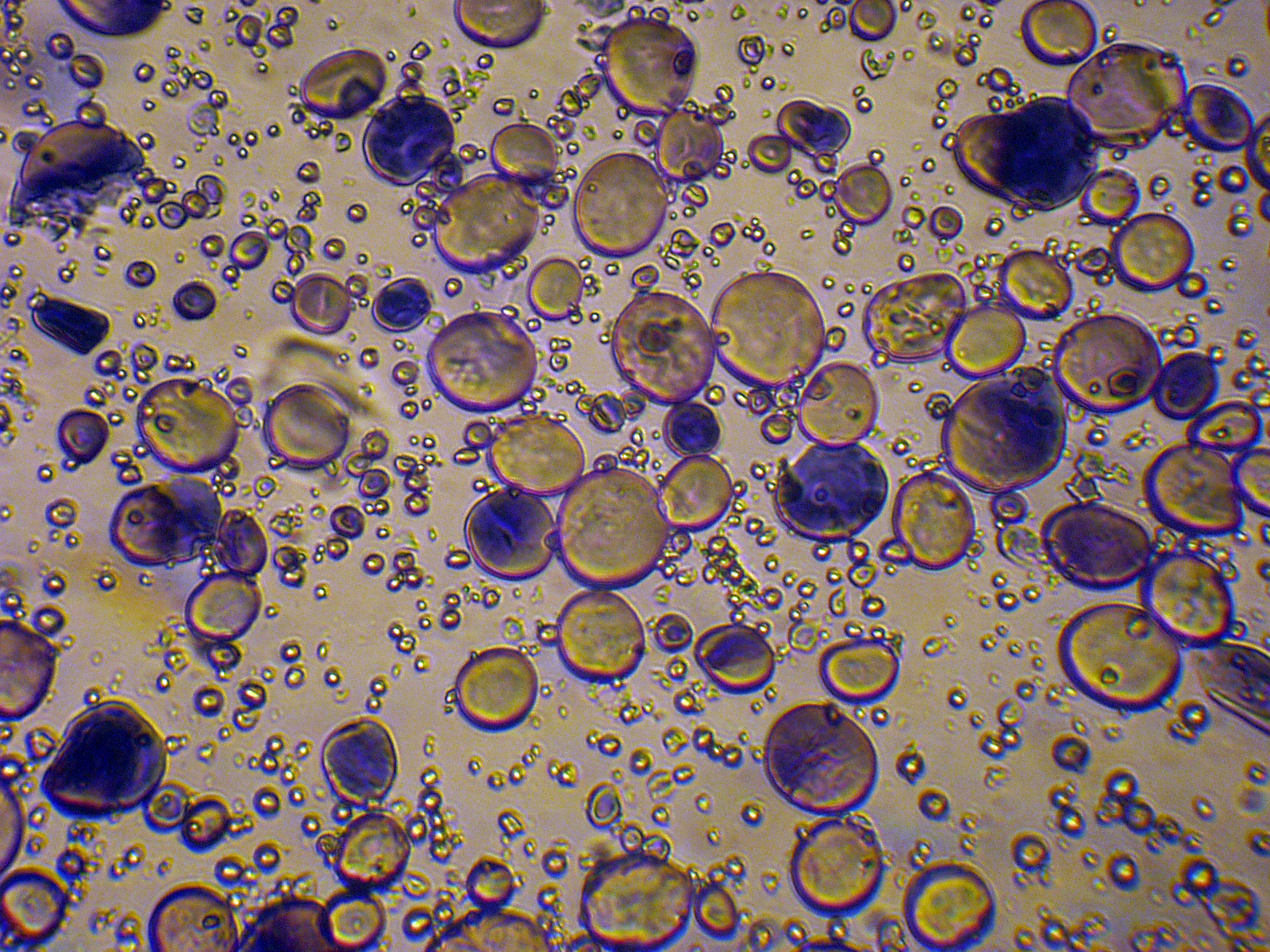
ヨウ素デンプン反応で着色された小麦デンプン顆粒

デンプン（澱粉（でん粉）、ラテン語: amylum、英語: starch）あるいはスターチとは、2つの高分子化合物「アミロース」「アミロペクチン」の総称である。
多数のα-グルコース分子がグリコシド結合によって重合してできており、化学式は、(C6H10O5)n（nは非常に大きな自然数）で表される。デンプンは、その構成単位であるグルコースとは異なる性質を示す。
陸上植物は、光合成によってデンプンを生成し、体内（種子, 球根, 実, 根など）に多量に貯蔵している。
一口に「デンプン」と言っても、その化学的性質は、アミロースとアミロペクチンの混合比率によって様々である。代表的な例として、カタクリ（市場に流通する多くの製品では馬鈴薯）を原料とする片栗粉やトウモロコシを原料とするコーンスターチなどがある。

## 分子構造
デンプンはその構造によってアミロースとアミロペクチンに分けられる。アミロースは直鎖状の分子で、分子量が比較的小さい。アミロペクチンは枝分かれの多い分子で、分子量が比較的大きい。アミロースとアミロペクチンの性質は異なるが、デンプンの中には両者が共存している。デンプンの直鎖部分は、グルコースがα1-4結合で連なったもので、分岐は直鎖の途中からグルコースのα1-6結合による。アミロースはほとんど分岐を持たないが、アミロペクチンは、平均でグルコース残基約25個に1個の割合でα1-6結合による分枝構造をもつ（直鎖部分の長さは18〜24残基、分岐間は5〜8残基の間隔がある）。また、アミロースの中にはα1-6結合を持つものも少量あり、中間体と呼ばれている。なお、動物における貯蔵多糖として知られるグリコーゲンはアミロペクチンよりもはるかに分岐が多く、3残基に一回の分岐（直鎖部分の長さは12〜18残基、分岐の先がさらに分岐し、網目構造をとる）となり、アミロースやアミロペクチンとは区別される。トウモロコシの種子などでもこのグリコーゲンの顆粒が存在する。
α-グルコース分子が直鎖状に重合している部分は、水素結合によりα-グルコース残基6個で約1巻きの螺旋構造となっている。また、螺旋構造同士も相互に水素結合を介して平行に並び、結晶構造をとる。分子は二重螺旋状態での結晶と、一重螺旋状態での結晶を作りうる。まず二重螺旋状態の結晶には、お互いのグルコース残基上の水酸基同士で直接水素結合を形成するタイプ（A型。コーンスターチなどの穀類由来のものがこの形）、間に水分子一層をはさむタイプ（B型と呼ぶ。馬鈴薯などの根茎・球根由来のものがこの型）と、両者の混合したタイプ（C型。根由来のもの）がある。また一重螺旋状態の結晶はV型と呼ばれ、天然ではデンプン顆粒に含まれる油脂成分がアミロースの一重螺旋のなかに包接された、包接錯体として存在している。

## デンプンの生合成
デンプンは植物のプラスチドで生合成され、特にデンプン合成が盛んでデンプンを貯蔵しているプラスチドをアミロプラストとよぶ。細胞質からプラスチドに輸送されたグルコース-1-リン酸やグルコース-6-リン酸やADP-グルコース (ADP-glucose) はプラスチド中で最終的にADP-グルコースとなり、ADP-グルコースのグルコース残基はデンプン合成酵素 (starch synthase, EC 2.4.1.21, 反応) によって伸長中のアミロースやアミロペクチンの非還元末端のグルコース残基の4位の水酸基と脱水縮合して新たなα-1,4グルコシド結合を形成して取り込まれる。プラスチド中のデンプン合成酵素はデンプン粒結合型デンプン合成酵素 (GBSS: granule-bound starch synthase) と可溶性デンプン合成酵素 (SSS: soluble starch synthase) に大別される。GBSSはアミロースの生合成に関与している。SSSによって合成途中のα-1,4グルコシド結合のグルコース残基の直鎖が、枝分かれ酵素 (branching enzyme, EC 2.4.1.18, 反応) によって一部切断され、その切断されて生じた還元末端のグルコース残基の1位の水酸基と直鎖部分の中間のグルコース残基の6位の水酸基の間でα-1,6グルコシド結合が生じる。こうして生じた分子中に存在する複数の非還元末端はSSSによって伸長するとともに枝分かれ酵素によって新たに非還元末端の側鎖が次々と形成される。余分なα-1,6グルコシド結合部分は枝切り酵素によって切断され側鎖は整理されて、アミロペクチンは合成される。つまり、アミロースとアミロペクチンの含量はGBSSとSSSの活性によって制御されている。よって、GBSSが欠損していればアミロペクチンのみを含むモチ性となり、SSSの活性が低下していると高アミロース含量となる。
GBSSの欠損変異はトウモロコシやイネにおいてはwaxy (ワキシー) として知られている劣性変異遺伝子による。被子植物の胚乳中の細胞のゲノムは重複受精によって3nとなるため、胚乳中のデンプンがアミロペクチンのみからなるモチ性となるためには、3nの全てのGBSS遺伝子がwaxy変異を持たなければならない。そのため、モチ性の品種であってもその近傍にウルチ性の品種が存在すると他家受粉の結果、キセニア現象が生じてウルチ性の胚乳を持つ種子となる場合がある。
アミロース含量が高いほど白米の胚乳は透明度が高く、低くなるほど透明度は低くなる。そのため、もち米や低アミロース米の白米は粳の白米に比べ白く濁っている。

## 物理的性質
- アミロース・アミロペクチンともに、白色の粒粉状物質で、無味・無臭。
- アミロースは熱水に溶けるが、アミロペクチンは溶けない。
- 天然の結晶状態にあるデンプンをβデンプンと呼び、デンプン中の糖鎖間の水素結合が破壊され糖鎖が自由になった状態のデンプンをαデンプンと呼ぶ（日本国内の呼び方で、国際的用語ではない）。これはつまり、蛋白質でいう、二次構造にあたる考え方で、αデンプンとβデンプンではフォールディングが異なるということもできる。

### 糊化
デンプンを水中に懸濁し加熱すると、デンプン粒は吸水して次第に膨張する。加熱を続けると最終的にはデンプン粒が崩壊し、ゲル状に変化する。この現象を糊化（こか）という。このとき、デンプン懸濁液は白濁した状態から次第に透明になり、急激に粘度を増す。粒子が最大限吸水した時粘度が最大となり、粒子の崩壊により粘度は低下する。
デンプンの糊化は、結晶構造をとっているデンプン分子の隙間に水分子が入り込むことでその構造が緩み、各枝が水中に広がることによって起こる。このときデンプンが溶解しているように見えるが、前述したようにアミロペクチンは溶解しているという事ではない。

### 老化
糊化したデンプンの溶液を冷却すると、糊液は次第に白濁し、水を遊離して不溶の状態となる。これを老化と呼ぶ。デンプン糊液の老化は、水中に分散したデンプン分子が再び結晶化することにより起こる。ただし、完全にもとの状態に戻るわけではない。これがデンプンを原料に含むパンなどの食品が、時間が経つと硬くなる主要な原因といえる。
一般的に、アミロペクチン含量の多いデンプン粒では、糊化温度が低く、粘度(膨潤度)、保水力が高く、老化しにくい性質がある。これは、直鎖状のアミロースよりも、分岐の多いアミロペクチンの方が、デンプン分子間で水素結合がおこりにくいからと考えられる。さらに、同じデンプンであっても、基原植物により、それぞれ老化の起こりやすさが異なることがわかっている。例えば、タピオカ、クズ、ジャガイモ由来のものでは、老化の起こりにくさの順は、タピオカ＞ジャガイモ＞クズとなっている。これは、アミロース、もしくはアミロペクチンとして単離しても、それぞれに老化の起こりやすさが異なる。アミロースではタピオカ＞ジャガイモ＞クズの順で老化が起こりにくく、アミロペクチンでは、クズ＞タピオカ＞ジャガイモとなっている。
アミロースでの順位は、重量平均重合度の小さい順と一致し、重合度が数千の高分子のアミロースでは、重合度の大きい分子ほど老化性が低いと考えられる。これは、重合度が高いと、一分子内で水素結合を作りやすくなり、デンプン分子間の水素結合による規則的結晶構造、つまりβ型をとりにくいと考えられる。さらに、タピオカのアミロース分岐がジャガイモのものより多いということも影響していると考えられる。アミロペクチンについては、ジャガイモのアミロペクチンの平均鎖長がクズとタピオカのものより、2.8 残基長い。このことより、アミロペクチンは単純に長いほうが水素結合をしやすいので、老化しやすいと考えられる。
老化を防ぐ方法として、トレハロースやマルトースなどの糖類が使用されている。これは、デンプン分子と構造が似ている糖類を使うことで、インターカレーションをおこし、規則的結晶構造をとりにくくして、老化を防いでいると考えられる。

## 化学的性質

### ヨウ素デンプン反応
デンプン水溶液にヨウ素溶液（ヨウ素ヨウ化カリウム溶液）を加えると、デンプン分子のラセン構造の長さによって青色〜赤色を呈する鋭敏な化学反応。この反応は、ラセン構造の内部に三ヨウ化物イオンが入り込むことに由来する。水溶液を加熱するとラセン構造から三ヨウ化物イオンが外れるため、呈色は消える。
ヨウ素デンプン反応は食品衛生分野では、デンプン汚れに対する食器等の洗浄効果の確認検査に用いられる。また、小学校や中学校の生物（主に植物）に関する実験に多用される。
| 鎖長（グルコース残基） | ラセン長 | 呈色 |
| ---------------------- | -------- | ---- |
| 12                     | 2        | 無色 |
| 12〜15                 | 2        | 褐色 |
| 20〜30                 | 3〜5     | 赤   |
| 35〜40                 | 6〜7     | 紫   |
| 45                     | 9        | 青   |

### 加水分解
デンプン水溶液に希硫酸を加えて加熱すると、デンプンはデキストリン・マルトースを経てグルコースまで分解される。

## デンプンの消化・吸収
ヒトがデンプンを食べるとまず、口で唾液中の消化酵素アミラーゼ（唾液アミラーゼ；プチアリン）により、アミロースとアミロペクチンのα1-4結合が不規則に切断され、デキストリンやマルトース（麦芽糖）に分解されていく。デンプンを含む食品を噛み続けると甘味が感じられるようになるのはこのためである。唾液アミラーゼの作用は食べ物が胃に送られた後もしばらく続くが、強酸性の胃液によってアミラーゼは次第に失活する。
胃の内容物が十二指腸に送られると、膵臓から分泌された膵液によって中和される。そして膵液に含まれるアミラーゼ（膵アミラーゼ；アミロプシン）によりデンプンは二糖類であるマルトースにまで分解される。
マルトースはさらに小腸壁に存在するα-グルコシダーゼ（ヒトでは小腸上皮細胞に膜酵素として発現している消化酵素である。膜酵素であるのは、吸収直前に単糖に分解することで腸内細菌などに栄養を奪われにくくするためである）により最終的にグルコース（ブドウ糖）に分解され、小腸で吸収される。小腸の頂端膜や腎臓の上皮細胞を通るグルコースの輸送は、二次的に活性化されるナトリウム・グルコース共輸送体タンパクのSGLT-1およびSGLT-2の存在に依存する。SGLTはsodium-dependent glucose transporter の略称である。これらは、ナトリウムイオン共輸送体のつくるNa+の電気化学的勾配によって供給されるエネルギーを利用して、グルコースの細胞内濃度を高める。
なお、未糊化や老化などによりこうした糖類としての消化吸収が行われにくい状態のデンプンをレジスタントスターチ（難消化性デンプン）と呼び、ダイエット効果や食物繊維として腸内細菌の活性化に有効として注目されている。

## デンプンの製造
植物が細胞内に貯蔵しているデンプン粒を取り出す。基本的には植物細胞の細胞壁を破壊して取り出すが、原料とする植物の種類や用途により蛋白質あるいは脂質の除去が必要となることもある。
原料となる植物としては、ジャガイモ（馬鈴薯）、小麦、トウモロコシ、サツマイモ（甘藷）、米、キャッサバ、クズ（葛）、カタクリ（片栗）、緑豆、サゴヤシ、ワラビ（蕨）、オオウバユリ（大姥百合）など様々な物が用いられている。
利用される植物の部位は、根、茎、種子および果実がある。根および茎からのデンプン粒の抽出は比較的容易だが、種子・果実（特に種子）からの抽出は、蛋白質や脂質の分離操作を必要とすることが多い。

## 原料となる植物とそのデンプンの性質

### 穀類

#### トウモロコシ
トウモロコシ澱粉。いわゆるコーンスターチである。世界で生産されるデンプンの約8割はトウモロコシ澱粉（コーンスターチ）である。アミロース含量25%。
原料となる品種は、食用として一般に広く認知されているスイートコーン（甘味種）や ポップコーン（爆裂種）などは用いず、デントコーン（馬歯種）が使われる。イエロー種デントコーンが大半を占めるが、その他一部の特殊用途向けにホワイト種デントコーンが原料として用いられる。
粒径2-30µm、平均粒径15µmで小さめ、非常に細かく角張っている。
安価かつ品質が安定しており、食品用には甘味料、プリンの凝固剤、ビールの副原料などに利用される。また工業用には製紙・段ボール製造の糊料としても使用される。
白色度は高く、吸湿性は少なく、灰分は最も少ない。一方、蛋白質、脂質の含量が多め。糖化製品原資として多く用いられる。糊化時の粘度は中庸だが安定性が高く、接着力や糊液の浸透性も高いため、加工デンプン原料として用いられる。黄粒種から取り出された澱粉も色としては白色だが、一部の用途（錠剤などの製薬用途・和菓子等のとり粉などの食品用途）向けには白粒種を原料として更に白色度の高い澱粉（ホワイトコーンスターチ）を取り出して用いている。
- ワキシートウモロコシ（糯トウモロコシ） - 糯トウモロコシ澱粉、ワキシーコーンスターチ。アミロースをほとんど含まない。アミロペクチンのみで構成される。糊化温度は低く、透明なゲルを形成する。
- ハイアミローストウモロコシ - ハイアミローストウモロコシ澱粉、ハイアミロースコーンスターチ。アミロース含量60-70%。糊化温度は非常に高い（135℃以上にしないと完全には糊化しない）。

#### 小麦
小麦澱粉。アミロース含量25%。
粒径2-40µm、平均粒径15-40µmからなる大粒と2-10µmからなる小粒からなり、粒子は凸レンズ型。
品質のばらつきが多く、多くの製造所で粒度区分と純度に従って等級を指定している。大粒子区分を精製した特級品は糊化温度が低く、冷却時の粘度が高くなる。他のデンプンと比較して糊化時の粘度はやや低いが、冷却時粘度が高くゲル化能力も高い。糊液の粘度安定性は良好で、老化しにくく離水も少ない。
大粒の高粘度の小麦デンプンは関西地方などで水産練り製品に利用されている。また、小粒の低粘度の小麦デンプンは錠剤のベースに利用されている。
一般的には浮き粉と称されている。

#### 米
米澱粉。アミロース含量15-20%。
米のデンプンは複粒であり、アミロプラストの中に複数のデンプン粒が内包されている。米粒胚乳中のデンプン粒は隙間なく詰まっている。登熟の際、高温や低温を受けると、形成異常が起こり、イレギュラーな形のアミロプラストが形成される。
平均粒径2-5µmと市販デンプン中最も小さい。このため製造上歩留まりを上げることは難しく（60%程度）高価になる。
デンプン粒の形状とその大きさから、微細な凹凸に付着し平滑面とする効果が大きい。
化粧品やそばやうどんなどの打ち粉に利用する。

### マメ類
ソラマメ、緑豆、小豆など。アミロース含量30-35%。
粒径25-40µm（そらまめ）。
糊化温度がやや高く（80℃）、冷却時に硬いゲルを形成する。食品ではソース、フィリングとして利用される。緑豆春雨は緑豆デンプンを原料とする春雨である。また、細胞デンプン（細胞膜に包まれた状態にあるデンプンのこと）は100℃においても糊化しないため、餡として用いられる。

### イモ類

#### ジャガイモ
馬鈴薯澱粉。国内産のものとしては、北海道が一大産地として広く知られる。アミロース含量20-25%。
粒径2-80µm、平均粒径30-40µmと、市販デンプンの中で最大の粒形となっている。
いわゆる片栗粉は本来はカタクリの地下茎から採取したデンプンであるが、市場に流通している片栗粉と呼ばれるもののほとんどは馬鈴薯澱粉となっている。デンプンとしてはリン酸の含量が多い。
加熱時の糊化温度は低く、膨潤力、溶解力が強い。透明で粘着力が強い糊液が得られる。糊化時の糊液の粘度は非常に高い。ただし、粘度の安定性は乏しい。食塩等の塩類により糊化の状態が大きく変化する。塩の存在下では、糊化が抑制され、糊液も離水しやすくなる。糊化に用いる水の水質、あるいは調味により容易に糊化が抑制されるため、扱いが難しいといわれる。
春雨の原料、オブラートや増粘剤の原料のほか、関東地方などでは水産練り製品に利用されている。

#### サツマイモ
甘藷澱粉。芋葛。沖縄県では「ンムクジ」と呼ばれ多用される。国内産のものとしては、鹿児島県が一大産地として広く知られる。アミロース含量15-20%。
粒径2-35µm、平均粒径18-20µm、形状は釣鐘形。
加熱時の糊化温度はやや高く、完全に糊化する。
液化酵素（α-アミラーゼ）により極めて溶けやすいため、ほとんどが糖化原料となる。ゲル形成時に独特の食感を持つため、食品用として、春雨、葛切り、自然乾燥品がわらびもちの原料となる。また、ラムネ菓子の原料としても用いられている。

#### タピオカ（キャッサバ）
タピオカでんぶん。キャッサバ粉。アミロース含量15%。
粒径2-40µmで粒径分布は広く、形状は多角形または半球形。
加熱時の糊化温度は低く（59℃）、加熱により容易に吸水膨潤し、80℃以下で完全に糊化する。糊液の透明度が高く、粘度も高い。ゲル化しにくい。このため、食品の増粘剤として優れている。また、粘度が高いために、デンプンのりの原材料として使用されており、比較的身近な存在である。
半糊化乾燥の粒状品がタピオカパールとして流通している。

### 野草類

#### カタクリ
片栗粉とは、本来は自生するカタクリの地下茎から取るデンプンをいう。ただし、先述のように市場に流通する片栗粉は、ジャガイモのデンプンである。

### ヤシ類
サゴヤシを原料とするデンプンは東南アジアで食用とされソースの原料にもなっている。

## デンプンの利用
非常に多岐にわたる。
- 高分子特性を利用するもの
  - 食品製造　あらゆる形態のものが用いられる。
    - 増粘安定剤
    - コロイド安定剤
    - 保水剤
    - ゲル化剤
    - 粘結剤

  - 薬品製造　形態安定化のための基材として用いられる。
  - 繊維　糊化デンプン、加工デンプンの利用
    - 洗濯のり

  - 製紙　加工デンプンの利用
  - 接着剤　糊化デンプン、加工デンプンの利用
- 食品・主食として
- 発酵原料としての利用
  - アルコール飲料の醸造
  - アミノ酸や多糖などの微生物生産

また、利用の形態も様々な物がある。
- デンプンのまま利用
- 糊化・老化させて利用
- 化学的処理を施したもの
  - 加水分解物の利用
    - オリゴ糖
    - ブドウ糖
    - 異性化糖
    - デキストリン
    - マルトデキストリン
    - シクロデキストリン

  - 加工デンプン（化工デンプン）Modified starch
- 物理的処理を施したもの
  - 湿熱処理デンプン
  - 高周波処理デンプン
  - 放射線処理デンプン
- その他
  - マーブルプリント（染色）- 糊状に練ったでんぷん粉に染料を混ぜたもので図柄を作り、繊維に圧着して染色する。1930年代にドイツで考案されたが、2014年時点でこの手法を使っているのは世界で京都の株式会社マーブルプリント1社のみ[6][7]。

## 安全性に問題が生じた例
2013年、台湾にて無水マレイン酸を含むデンプンが流通していることが発覚、毒性を理由に回収された。無水マレイン酸が添加された目的は食感の向上であったが、無水マレイン酸は人体に有害であり、本来は工業用途に限られている。